# Hüseyn Quluyev
Huseyn Habib oglu Guliyev (Azerbaiyán, 26 de junio de 2002-Azerbaiyán, 25 de octubre de 2020) fue un soldado de las Fuerzas Armadas de Azerbaiyán, mártir de la Gran Guerra Patria.

## Biografía
Huseyn Guliyev nació el 26 de junio de 2002 en la aldea de Agbashlar de la región de Tovuz.  2008, fue a la escuela secundaria nº 5 de la ciudad de Khirdalan. Pudo estudiar durante tres años. En 2017, se mudaron a la aldea de Dondar Gushchu de la región de Tovuz.

## Servicio militar
Huseyn Guliyev ha estado sirviendo en las Fuerzas Armadas de Azerbaiyán desde 2020.

### Participación en la Segunda Guerra de Karabaj
Soldado de las Fuerzas Armadas de Azerbaiyán Hussein Guliyev el 27 de septiembre de 2020 Las Fuerzas Armadas de Azerbaiyán por los territorios ocupados por los armenios comenzaron para la liberación de la Segunda Guerra Mundial durante las batallas por la libertad savasıb Fizuli. Huseyn Guliyev fue asesinado el 25 de octubre durante las batallas de Fizuli. Fue enterrado en la aldea de Dondar Gushchu de la región de Tovuz.
Según la orden del presidente de Azerbaiyán, Ilham Aliyev, de 15 de diciembre de 2020, Huseyn Guliyev recibió póstumamente la medalla "Por la patria" por participar en operaciones militares para garantizar la integridad territorial de Azerbaiyán y desempeñar honorablemente sus funciones durante la ejecución de las tareas. asignado a la unidad militar.
En la región de Fuzuli de Azerbaiyán, se otorgó la liberación de la valentía personal y el coraje demostrado al participar en operaciones militares durante el tiempo que el presidente de Azerbaiyán , Ilham Aliyev, 25 de diciembre de 2020, Huseyn Guliyev fecha después de la muerte de la medalla "la liberación de Fuzuli".

## Recompensas
- 60x60px(15.12.2020) - Medalla "Por la Patria" (después de su muerte)[4]
- 50x50px (25.12.2020) - Medalla "Por la liberación de Fuzuli" (después de su muerte)[5]